# Cracare

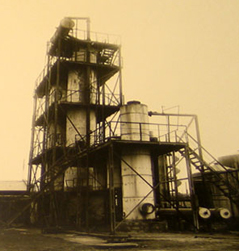
Rafinărie în care se folosea metoda Șuhov de cracare, Baku, 1934

În petrologie și geochimie, cracarea reprezintă procesul chimic prin care moleculele compușilor organici complecși, precum cele ale hidrocarburilor cu catenă lungă, sunt transformate în molecule mai simple (hidrocarburi cu catene mai scurte). Reacțiile chimice de cracare presupun scindarea legăturilor carbon-carbon.
Produșii de reacție depind foarte multe de temperatură și de prezența catalizatorilor. Printre cele mai cunoscute metode este întâlnită cracarea termică.
Prin cracarea termică din fractiuni mai grele de la distilarea primara a petrolului în fază lichidă se pot obține cantități însemnate de benzină și de gaz petrolier lichefiat (GPL).
Un exemplu este reacția de cracare a propanului în metan și etenă:
{\displaystyle {\ce {CH3-CH2-CH3 -> CH4 + CH2=CH2}}}